# Leben und Abenteuer der Trobadora Beatriz
Der Montageroman Leben und Abenteuer der Trobadora Beatriz nach Zeugnissen ihrer Spielfrau Laura von Irmtraud Morgner ist 1974 in der DDR und 1976 in der Bundesrepublik Deutschland jeweils erstmals erschienen. Das ca. 680 Seiten umfassende Buch wurde sowohl in der ostdeutschen als auch westdeutschen Frauenbewegung stark rezipiert.

## Inhalt
Die provenzalische Liebessängerin Beatriz findet sich nach einem Pakt mit der Göttin Persephone nach über 800-jährigem Schlaf im Jahr 1968 wieder. Sie ist auf der Suche nach einem befreiten Leben als Frau, in dem sie als ebenbürtiger Mensch anerkannt ist. In Frankreich erlebt sie verschiedene Episoden im Baustellen-, Studenten- und Prostitutionsmilieu sowie in einer von ihr als Fassade gewählten bürgerlichen Ehe und ist hinsichtlich ihres Anliegens der Suche nach einem befreiten Leben stark ernüchtert. In Paris trifft sie auf Uwe Parnitzke, einen augenscheinlich überzeugten Kommunisten aus der DDR, der Beatriz nachhaltig beeindruckt. Uwes Familiengeschichte und Lebenssituation wird mit einem Perspektivenwechsel in eingeschobenen Intermezzobüchern vermittelt. Diese beruhen auf dem ursprünglich in der DDR 1965 nicht zur Veröffentlichung frei gegebenen Roman Morgners „Rumba für einen Herbst“. Diese Zwischenbücher zeigen u. a. den als Journalisten tätigen Uwe als unsicheren, teilweise suizidalen Mann, der an seiner Biographie als Sohn eines SA-Mannes und Flüchtlingskind leidet und nach dem durch den XX. Parteitag der KPdSU eingeleiteten Reformprozess in seiner naiven Ideologietreue verunsichert ist.
Beatriz reist nach der Bekanntschaft mit der deutschen Sprache, Werken Karl Marx und Uwe Parnitzkes mit euphorischen Erwartungen in die DDR und trifft nach weiteren Eskapaden in die Alltagswelt der DDR unter anderem in einem Zirkus über eine Zuschrift auf die Triebwagenführerin Laura, die in erster Ehe mit Uwe Parnitzke verheiratet war. Laura reicht ihren Liebhaber Lutz an Beatriz weiter. Beatriz ist enttäuscht, dass „ihre Menschwerdung“ als Frau trotz des von ihr unternommenen Zeitsprungs nicht gelinge. Laura willigt schließlich in das Ansinnen Beatriz’ ein, ihre Spielfrau zu werden, die künstlerische Aufgaben der Liebessängerin und -dichterin im Berliner Alltag übernimmt.
Beatriz macht sich auf Geheiß von Laura auf die Suche nach dem Einhorn Anaximander an verschiedenen Orten Europas, während Laura mit dem Alltag mit ihrem jungen Sohn Wesselin und einer Schriftstellerinnentätigkeit unter dem Namen Beatriz ausgefüllt ist. Laura findet auf Vermittlung aus der göttlichen Sphäre ihren liebevollen zweiten Ehemann Benno Pakulat, den jüngeren Bruder Lutzens, des zeitweiligen Liebhabers der beiden Frauen. Die Familiengeschichte der Pakulats wird in Intermezzoerzählungen aus Sicht des kriegstraumatisierten Vaters dargestellt. Geschichten, die sich Laura und Benno gegenseitig erzählten, sind eigene kleine Kapitel. Andere Kapitel schildern, dass Laura sich mit der DDR-Berichterstattung zum Gesetz zur Schwangerschaftsunterbrechung beschäftigt. Beatriz kehrt – nachdem sie Anaximander in Venedig schließlich entdeckt hat – zu Laura zurück. Laura und Benno heiraten. Bei der Hochzeit trägt Beatriz als Trobadora ein Hochzeitlied Paul Wiens vor, dessen Name mit dem Namen des realen zweiten Ehemanns Irmtraud Morgners identisch ist. Beatriz nimmt die klassische weibliche Hausfrauenrolle zunehmend an und taucht daneben in den DDR-Alltag ein, z. B. bei der vorletzten Zugfahrt von Lauras Vater als Dampflokomotivenführer. Der Mutter Lauras wird auf ihre Bitte von der Göttin Persephone ein 300-jähriger Schlaf in die Zukunft gewährt. Nach einem Trinkgelage Lauras, Bennos und Beatriz anlässlich der französischen Nationalwahlen im März 1973 stürzt Beatriz beim Fensterputzen in den Tod. Uwe Parnitzkes zweite Ehefrau Valeska wandelt sich in Moskau zu einem Mann und erlebt die andere Geschlechterrolle. Zurück in der DDR verwandelt sie sich mittels einer Rippenvorstellung für ihren Liebhaber Rudolph zeitweilig in eine Frau. Als Nachfolgerin von Beatriz wird Laura in den Führungskreis unter der Göttin Persephone berufen. Um Laura zu trösten, erzählt Benno die Geschichte Beatriz mit einem positiven Ausgang.

## Gattung, Struktur und Stil
Morgner selbst reflektiert die Romanform im Rahmen ihres Buches als „operativen Montageroman“. Er gliedert sich in zwölf von Morgner als Bücher bezeichnete Teile, die hauptsächlich Beatriz und Lauras Schicksal zum Inhalt haben, und daneben eingeschobene Ausführungen der fiktiven Erzählerin I.M. und weitere fiktive Teile (wie z. B. eine freie Interpretation der biblischen Geschichte Jonas aus der Perspektive seiner Geliebten oder ein Interview mit einem Schachgroßweltmeister über Frauenfragen) enthalten. Daneben gibt es sieben Intermezzobücher, die Uwe Parnitzkes Leben und die Familiengeschichte der Pakulats zum Inhalt haben. Der Stil des Romans zeichnet sich durch eine exakte Beschreibungsweise von sowohl phantastischen aber auch alltagsweltlichen Themen und Orten aus. Der Roman findet seine Fortsetzung in Morgners 1983 erschienenem Roman „Amanda“.